# منطقه ۷۷ (قطر)
منطقه ۷۷ یک منطقهٔ مسکونی در قطر است که در الشمال (شهرداری) واقع شده‌است. منطقه ۷۷ ۲۶۶ کیلومتر مربع مساحت و ۱٬۷۲۷ نفر جمعیت دارد.